# Сегарча-Деал (Телеорман)
Сегарча-Деал (рум. Segarcea-Deal) насеље је у Румунији у округу Телеорман у општини Сегарча Вале. Oпштина се налази на надморској висини од 72 m.

## Становништво
Према подацима из 2002. године у насељу је живело 1475 становника, од којих су сви румунске националности.